# Corniche de Beyrouth

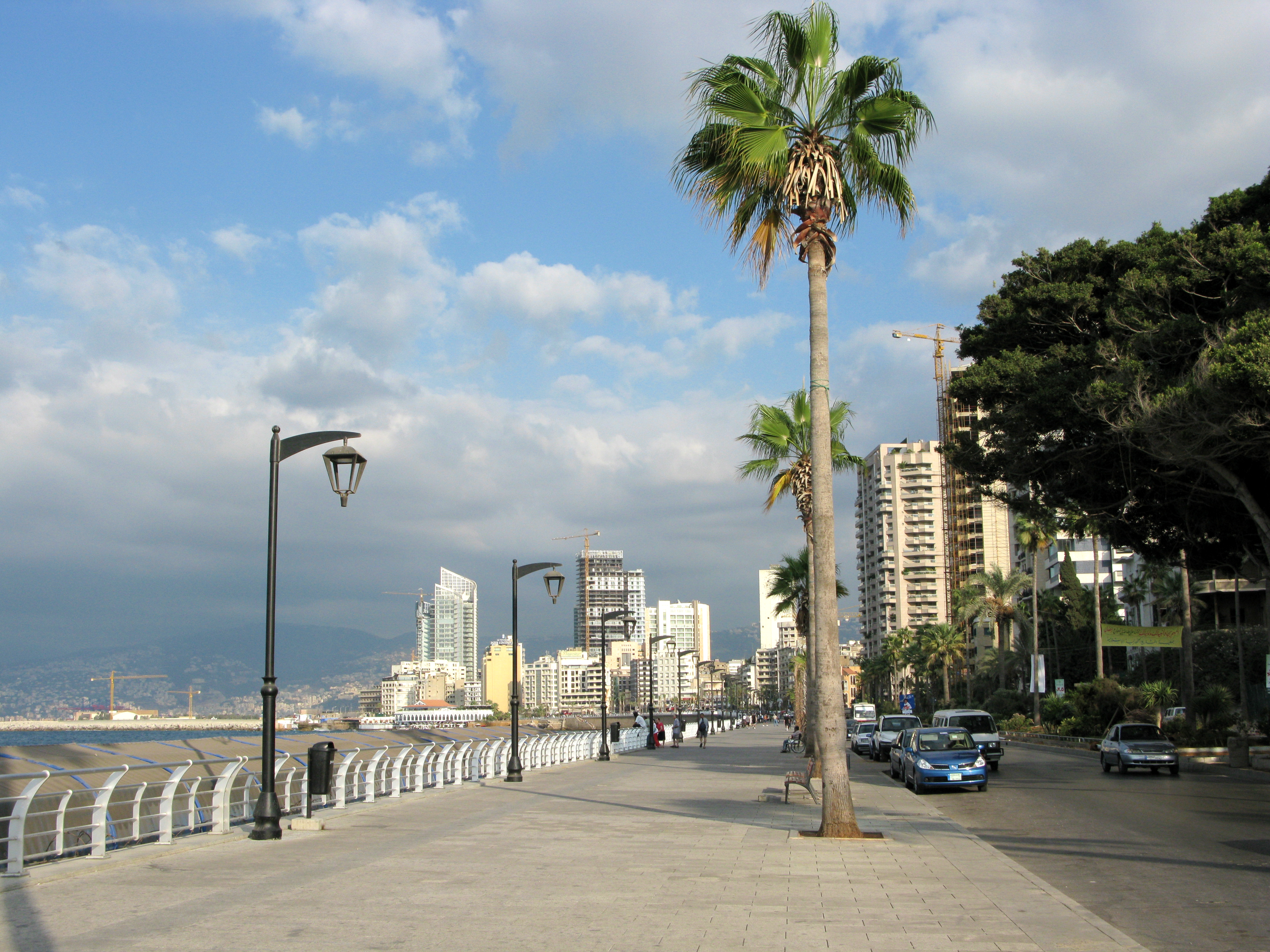
Vue de la Corniche de Beyrouth.

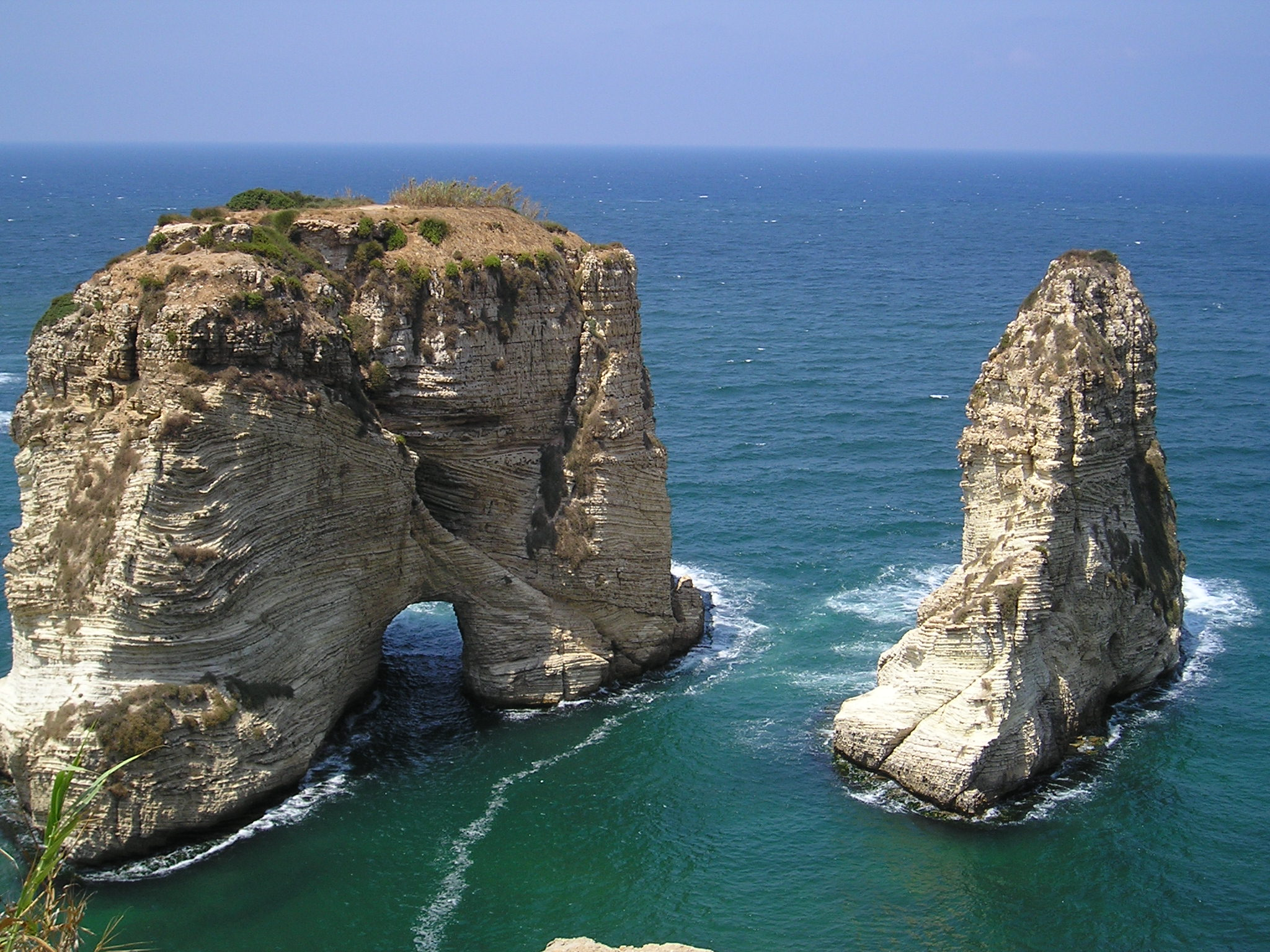
La grotte aux Pigeons au large de la Corniche de Beyrouth.

La Corniche de Beyrouth est une promenade de bord de mer, située à Beyrouth, au Liban, le long de la mer Méditerranée.

## Situation et accès

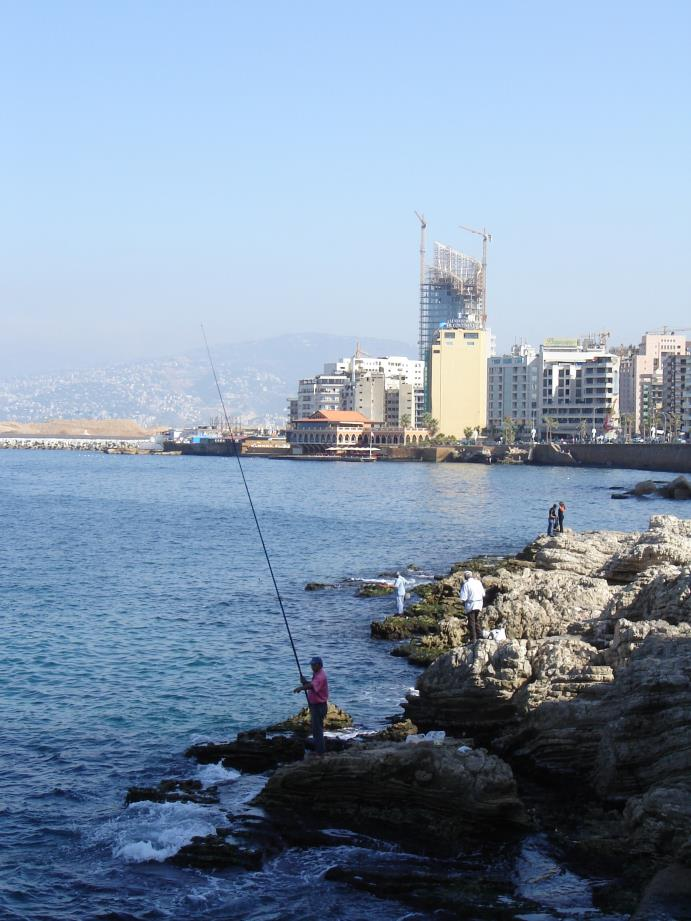
Pêcheurs sur la corniche de Beyrouth

La Corniche de Beyrouth est une grande artère située sur le promontoire du front de mer. Elle s'étend depuis le Golfe de Saint-Georges situé dans la partie nord de la ville, contourne la place Rafiq Hariri et finit avenue Général de Gaulle. L'avenue de Paris en est l'une des sections.
C'est un lieu de promenade, de rendez-vous et de loisirs mis en valeur par de larges trottoirs, de nombreux palmiers et de nombreuses boutiques. Les promeneurs, joggers et cyclistes s'y retrouvent pour le plaisir.
Depuis cette corniche, la vue s'étend du côté de mer jusqu'à l'horizon et du côté des terres sur le massif montagneux du Mont-Liban.

## Historique
En 2007, les anciennes rambardes bleues ont été remplacées, en raison de la rouille, par de nouvelles en aluminium, avec un aspect plus lisse. Elles furent modifiées pour rendre plus difficile, pour les amateurs de sensations fortes, de plonger depuis la rambarde de la corniche.